# Казе Бертуола (Тревизо)
Казе Бертуола је насеље у Италији у округу Тревизо, региону Венето.
Према процени из 2011. у насељу је живело 100 становника. Насеље се налази на надморској висини од 37 м.